# Gemel Smith
Gemel Smith, född 16 april 1994, är en kanadensisk professionell ishockeyforward som är kontrakterad till Tampa Bay Lightning i National Hockey League (NHL) och spelar för Henderson Silver Knights i American Hockey League (AHL).
Han har tidigare spelat för Dallas Stars, Boston Bruins och Detroit Red Wings i NHL; Texas Stars, Providence Bruins, Syracuse Crunch och Grand Rapids Griffins i AHL; Idaho Steelheads i ECHL samt London Knights och Owen Sound Attack  i OHL.

## Klubblagskarriär

### NHL

#### Dallas Stars
Smith draftades av Dallas Stars i fjärde rundan i 2012 års draft som 104:e spelare totalt.

#### Boston Bruins
Gemel Smith togs in på waivers av Boston Bruins den 6 december 2018.

## Statistik
| 2009–2010  | North York Rangers       | GTHL       | 52  | 31 | 51  | 82  | —   | —  | —  | —  | —  | —  |
| 2010–2011  | Owen Sound Attack        | OHL        | 66  | 8  | 8   | 16  | 8   | 21 | 1  | 2  | 3  | 2  |
| 2011–2012  | Owen Sound Attack        | OHL        | 68  | 21 | 39  | 60  | 51  | 5  | 1  | 2  | 3  | 10 |
| 2012–2013  | Owen Sound Attack        | OHL        | 61  | 23 | 29  | 52  | 54  | 12 | 7  | 3  | 10 | 10 |
| 2013–2014  | Owen Sound Attack        | OHL        | 40  | 26 | 22  | 48  | 37  | —  | —  | —  | —  | —  |
|            | London Knights           | OHL        | 29  | 11 | 16  | 27  | 10  | 9  | 3  | 9  | 12 | 9  |
| 2014–2015  | Texas Stars              | AHL        | 68  | 10 | 17  | 27  | 38  | —  | —  | —  | —  | —  |
| 2015–2016  | Texas Stars              | AHL        | 65  | 13 | 13  | 26  | 24  | 3  | 0  | 0  | 0  | 2  |
|            | Idaho Steelheads         | ECHL       | 4   | 1  | 3   | 4   | 2   | —  | —  | —  | —  | —  |
| 2016–2017  | Dallas Stars             | NHL        | 17  | 3  | 3   | 6   | 21  | —  | —  | —  | —  | —  |
|            | Texas Stars              | AHL        | 53  | 12 | 21  | 33  | 44  | —  | —  | —  | —  | —  |
| 2017–2018  | Dallas Stars             | NHL        | 46  | 6  | 5   | 11  | 17  | —  | —  | —  | —  | —  |
| 2018–2019  | Dallas Stars             | NHL        | 14  | 2  | 1   | 3   | 0   | —  | —  | —  | —  | —  |
|            | Boston Bruins            | NHL        | 3   | 0  | 0   | 0   | 0   | —  | —  | —  | —  | —  |
|            | Providence Bruins        | AHL        | 47  | 16 | 24  | 40  | 32  | 2  | 0  | 0  | 0  | 0  |
| 2019–2020  | Tampa Bay Lightning      | NHL        | 3   | 1  | 0   | 1   | 4   | —  | —  | —  | —  | —  |
|            | Syracuse Crunch          | AHL        | 50  | 22 | 18  | 40  | 50  | —  | —  | —  | —  | —  |
| 2020–2021  | Tampa Bay Lightning      | NHL        | 5   | 0  | 3   | 3   | 11  | —  | —  | —  | —  | —  |
|            | Syracuse Crunch          | AHL        | 3   | 3  | 3   | 6   | 7   | —  | —  | —  | —  | —  |
| 2021–2022  | Detroit Red Wings        | NHL        | 3   | 0  | 1   | 1   | 5   | —  | —  | —  | —  | —  |
|            | Grand Rapids Griffins    | AHL        | 3   | 0  | 1   | 1   | 8   | —  | —  | —  | —  | —  |
|            | Syracuse Crunch          | AHL        | 13  | 5  | 3   | 8   | 2   | 3  | 1  | 0  | 1  | 0  |
| 2022–2023  | Syracuse Crunch          | AHL        | 35  | 13 | 24  | 37  | 89  | —  | —  | —  | —  | —  |
|            | Henderson Silver Knights | AHL        | 19  | 5  | 11  | 16  | 56  | —  | —  | —  | —  | —  |
| NHL totalt | NHL totalt               | NHL totalt | 91  | 12 | 13  | 25  | 58  | —  | —  | —  | —  | —  |
| AHL totalt | AHL totalt               | AHL totalt | 356 | 99 | 135 | 234 | 350 | 8  | 1  | 0  | 1  | 2  |
| OHL totalt | OHL totalt               | OHL totalt | 264 | 89 | 114 | 203 | 166 | 47 | 12 | 16 | 28 | 31 |

### Internationellt
| Källa: Uppdaterad: 2023-06-11 | Källa: Uppdaterad: 2023-06-11 | Källa: Uppdaterad: 2023-06-11 |         | Utv = Utvisningsminuter | Utv = Utvisningsminuter | Utv = Utvisningsminuter | Utv = Utvisningsminuter | Utv = Utvisningsminuter |
| År                            | Lag                           | Mästerskap                    | Matcher | Mål                     | Assists                 | Poäng                   | Utv                     |                         |
| ----------------------------- | ----------------------------- | ----------------------------- | ------- | ----------------------- | ----------------------- | ----------------------- | ----------------------- | ----------------------- |
| 2012                          | Kanada                        | U18-VM                        | 7       | 2                       | 3                       | 5                       | 2                       |                         |
| Junior totalt                 | Junior totalt                 | Junior totalt                 | 7       | 2                       | 3                       | 5                       | 2                       |                         |

## Privatliv
Gemel Smith är bror till Givani Smith..